# Brooke Nevin
Brooke Candice Nevin (Toronto, 22 dicembre 1982) è un'attrice canadese, nota per aver interpretato la figlia di Kimmy in My Name Is Earl e Amber in Leggenda mortale.
Figlia di Robert Nevin, un insegnante di hockey su ghiaccio, ha una sorellina e sa parlare il francese.

## Filmografia

### Cinema
- Short for Nothing, regia di Siona Ankrah Cameron (1998)
- Rivincita x 2 (Comeback Season), regia di Bruce McCulloch (2006)
- Leggenda mortale (I'll Always Know What You Did Last Summer), regia di Sylvain White (2006)
- Il peggior allenatore del mondo (The Comebacks), regia di Tom Brady (2007)
- Sherman's Way, regia di Craig M. Saavedra (2008)
- My Suicide, regia di David Lee Miller (2008)
- Infestation, regia di Kyle Rankin (2009)
- Cookie, regia di Enuka Okuma – cortometraggio (2011)
- Alter Egos, regia di Jordan Galland (2012)
- DNA Killer (Her Secret Family Killer), regia di Lisa France (2020)

### Televisione
- Piccoli brividi (Goosebumps) – serie TV, episodio 3x01 (1997)
- Running Wild, regia di Timothy Bond – film TV (1998)
- Animorphs – serie TV, 26 episodi (1998-1999)
- Hai paura del buio? (Are You Afraid of the Dark?) – serie TV, episodio 6x13 (1999)
- Twice in a Lifetime – serie TV, episodio 1x07 (1999)
- Il famoso Jett Jackson (The Famous Jett Jackson) – serie TV, episodio 3x01 (2000)
- Haven - Il rifugio (Haven), regia di John Gray – film TV (2001)
- In a Heartbeat - I ragazzi del pronto soccorso (In a Heartbeat) – serie TV, episodio 1x18 (2001)
- Doc – serie TV, episodio 2x04 (2001)
- Le piace la musica, le piace ballare (Loves Music, Loves to Dance), regia di Mario Azzopardi (2001)
- Cuori colpevoli (Guilty Hearts), regia di Marcus Cole – film TV (2002)
- Seriously Weird – serie TV, 1 episodio (2002)
- I Love Mummy – serie TV, 1 episodio (2002)
- Skin – miniserie TV, episodio 4 (2003)
- Strange Days at Blake Holsey High – serie TV, episodio 3x03 (2004)
- 4400 (The 4400) – serie TV, 8 episodi (2004-2006)
- Senza traccia (Without a Trace) – serie TV, episodio 3x11 (2005)
- Streghe (Charmed) – serie TV, episodio 7x18 (2005)
- Smallville – serie TV, episodio 5x05 (2005)
- Supernatural – serie TV, episodio 1x10 (2005)
- Everwood – serie TV, episodio 4x13 (2006)
- Omicidio perfetto (The Perfect Suspect), regia di David Winkler – film TV (2006)
- My Boys – serie TV, episodio 1x03 (2006)
- Grey's Anatomy – serie TV, episodio 4x08 (2007)
- Gravity, regia di Jonas Pate e Josh Pate – film TV (2007)
- Eli Stone – serie TV, episodio 1x09 (2008)
- My Name Is Earl – serie TV, episodio 4x06 (2008)
- La peggiore settimana della nostra vita (Worst Week) – serie TV, 4 episodi (2008-2009)
- Ballo di nozze (Come Dance at My Wedding), regia di Mark Jean – film TV (2009)
- Imaginary Bitches – serie TV, 11 episodi (2008-2009)
- NCIS - Unità anticrimine (NCIS) – serie TV, episodio 7x05 (2009)
- Catherine & Annie, regia di America Young – cortometraggio TV (2009)
- How I Met Your Mother – serie TV, episodio 5x18 (2010)
- Til Death - Per tutta la vita ('Til Death) – serie TV, episodio 4x25 (2010)
- The League – serie TV, episodio 2x02 (2010)
- Call Me Fitz – serie TV, 27 episodi (2010-2013)
- I signori della fuga (Breakout Kings) – serie TV, 23 episodi (2011-2012)
- CSI - Scena del crimine (CSI: Crime Scene Investigation) – serie TV, 4 episodi (2012-2015)
- Chicago Fire – serie TV, 4 episodi (2013)
- Cracked – serie TV, 8 episodi (2013)
- Motive – serie TV, episodio 2x06 (2014)
- Perception – serie TV, episodi 3x08-3x09-3x10 (2014)
- Longmire – serie TV, episodio 4x04 (2015)
- Major Crimes – serie TV, episodio 4x14 (2015)
- Babbo Natale segreto (On the Twelfth Day of Christmas), regia di Harvey Crossland – film TV (2015)
- Quantum Break – miniserie TV, 4 episodi (2016)
- Mai fidarsi di uno sconosciuto (Stolen from the Suburbs), regia di Alex Wright - film TV (2016)
- Un Natale mai raccontato (Journey Back to Christmas), regia di Mel Damski - film TV (2016)
- Scorpion – serie TV, 5 episodi (2016)
- Lethal Weapon – serie TV, episodio 2x02 (2017)
- Per amore di Daisy (Hometown Hero), regia di Sam Kirsch - film TV (2017)
- La madre sbagliata (The Wrong Mother), regia Craig Goldstedin - film TV (2017)
- La cura del Natale (The Christmas Cure), regia di John Bradshaw - film TV  (2017)
- Magnum PI - serie TV, episodio 4x10 (2018)
- S.W.A.T. – serie TV, episodi 1x09, 5x14 (2018-2022)
- Un Natale inaspettato (Jingle Around the Clock), regia di Paul Ziller - film TV (2018)
- Council of Dads – serie TV, episodi 1x03-1x08-1x09 (2020)
- Her Secret Family Killer, regia di Lisa France - film TV (2020)
- Natale a sorpresa (Crashing Through the Snow), regia di Rich Newey - film TV (2021)
- Un Natale da salvare (It Takes a Christmas Village), regia di Corey Sevier - film TV (2021)
- Sweet as Maple Syrup, regia di Caroline Labrèche - film TV (2021)
- Una festa da sogno (Meet Me in New York), regia di Adrian Langley - film TV (2022)

## Doppiatrici italiane
Nelle versioni in italiano delle opere in cui ha recitato, Brooke Nevin è stata doppiata da:
- Eleonora Reti in Everwood, Un Natale inaspettato, Natale a sorpresa
- Myriam Catania in Grey's Anatomy, Council of Dads, Tracker
- Federica De Bortoli ne Il peggior allenatore del mondo, DNA Killer
- Chiara Gioncardi in Chicago Fire, Motive
- Jessica Bologna in Babbo Natale segreto, La madre sbagliata
- Benedetta Degli Innocenti in I signori della fuga
- Roberta De Roberto in Un Natale mai raccontato
- Rossella Acerbo in Leggenda mortale
- Lavinia Paladino in Un Natale da salvare
- Barbara Pitotti in Smallville
- Monica Vulcano in 4400
- Laura Cosenza in Call me Fitz
- Stella Musy in Perception
- Katia Sorrentino in Quantum Break
- Veronica Puccio in S.W.A.T.
- Stella Gasparri in Magnum PI
- Gemma Donati in Scorpion
- Deborah Ciccorelli in Una festa da sogno